# 奎屯水库
奎屯水库，也称奎屯河水库，位于中华人民共和国新疆维吾尔自治区塔城地区乌苏市北部，是奎屯河上的一座以灌溉为主的中型平原水库。水库于1958年建成，1984年扩建后总库容达到5000万立方米，正常蓄水位316.9米，相应水面面积4平方千米。大坝为均质土坝，坝长11600米，坝顶高程319米，最大坝高16米。奎屯水库由新疆生产建设兵团第七师管理，承担着车排子灌区四个团场及乌苏市车排子镇、石桥乡等地的农业用水，灌区是新疆重点棉花产区之一。